# Redes semánticas naturales
Las Redes Semánticas Naturales (RSN) son una forma de representación de conocimiento, que logra mantener la relación entre los procesos de adquisición y olvido de la información, así como un poderoso instrumento para el estudio del significado. Se sustentan en la Teoría y Técnicas de Redes Semánticas Naturales, cuyo fundamento específico es el proceso de memoria reconstructiva.

## Referencia Histórica
La Teoría de Redes Semánticas indica que el significado está dado por un conjunto de nodos entrelazados, donde cada nodo representa un concepto y el “link” que une a cada par establece la relación que existe entre ellos, creando así, una representación lingüística del conocimiento. Esta idea de significado es muy antigua (J.F. Sowa), pero fue hasta los trabajos de Quillian y Collins en 1969,  que se demostró experimentalmente que la representación del conocimiento en forma de Red Semántica mantiene una relación directa con la operación y funcionamiento de la memoria en humanos.

Quillian y Collins mostraron en forma empírica que los humanos almacenan información en forma de Red Semántica, donde los nodos son conceptos y las relaciones son vínculos con algunas características especiales entre los conceptos, siendo esta su contribución fundamental(ver  Figura 1). A partir de estos experimentos, estos modelos han sido muy utilizados para tratar de implementar y explicar el significado en diferentes situaciones.

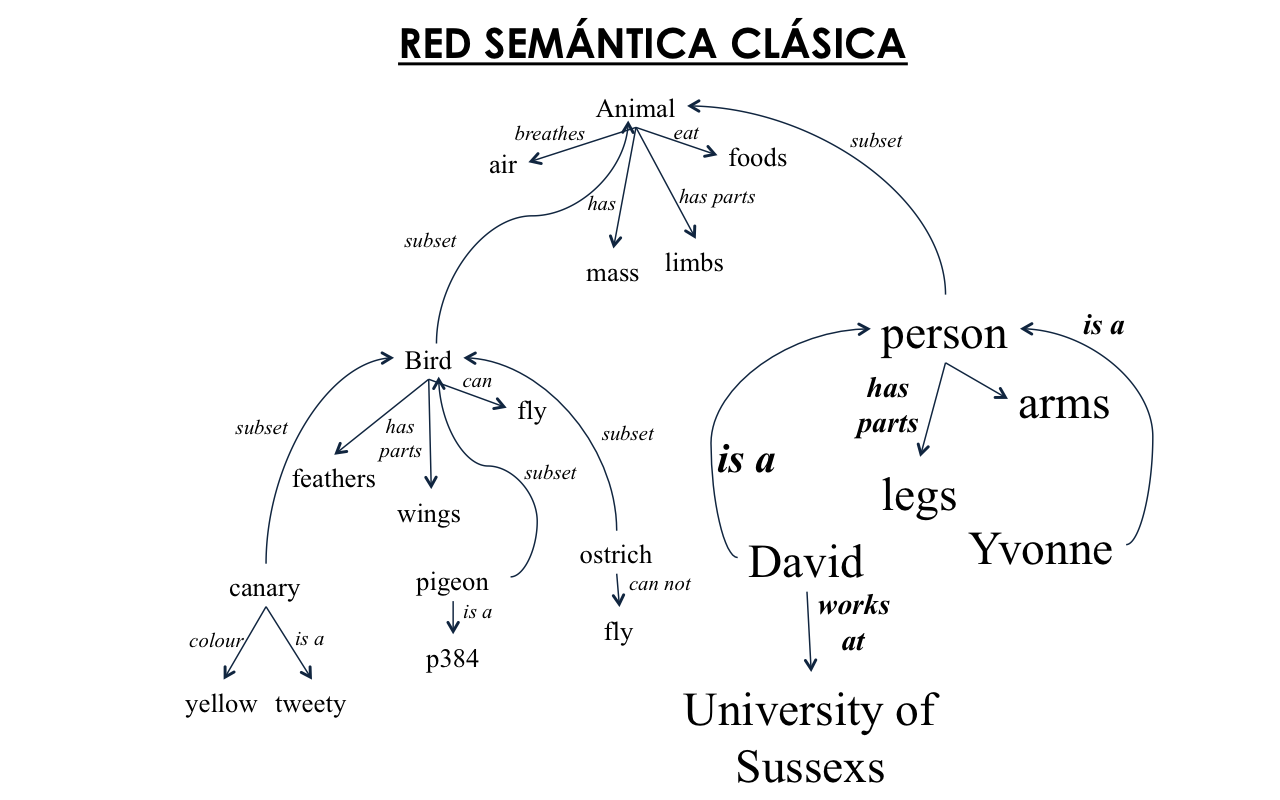
Figura 1. Red Semántica Clásica

El significado en un sentido moderno, puede verse en dos grandes formas: por un lado, aquel que está dado por libros, diccionarios, Thesaurus y lexicones, en los que se establecen diversas relaciones entre conceptos; y por otro lado, aquel que surge a partir del conocimiento de un experto en un área específica. A esto se le conoce como significado normativo y en ambos casos se depende del significado explícito y rígido de los conceptos.
En 1976 es publicado el artículo “An Approach to the Problem of Meaning: Semantic Networks” por Figueroa et al., donde se plantea la Teoría y Técnica de Redes Semánticas Naturales como una forma de estudiar el conocimiento real en humanos. Una definición interesante de conocimiento es la que plantea B.F. Skinner, quien dice: “Conocimiento es lo que queda después de que olvidamos”.
Este tipo de redes se construyen a partir del consenso de conocimiento en los humanos, el cual, cada uno ha obtenido a partir de sus experiencias, permitiendo así conocer como se organiza la información en memoria y la manera en que se da el significado en ella.
Las Redes Semánticas Naturales son una aproximación a la Teoría Moderna del Significado, la cual basa su origen en los análisis realizados por Wittgenstein, los cuales sostienen que no se puede hablar de las cosas por su esencia, sino a través de las relaciones y usos cotidianos que previamente han sido establecidas para nombrarlas.
La Teoría de Redes Semánticas Naturales se fundamenta en los experimentos de Quillian y Collins, así como en estudios de investigación en memoria humana y la ciencia Cognitiva Moderna, en la cual se plantea que la Red Semántica de una palabra es el conjunto de conceptos elegidos por medio de un proceso reconstructivo de la memoria, donde dicha elección se realiza con base en las propiedades de los elementos que integran la red.
Las Redes Semánticas Naturales no obedecen a una estructura jerárquica, pues en ellas cada concepto es definido por otros conceptos y a su vez sirve de definidor en otras situaciones; esto es, los conceptos son definidos y definidores al mismo tiempo, dependiendo de qué parte de la red se active. Por lo tanto, las Redes Semánticas Naturales evolucionan conforme se adquieren nuevos conceptos y se desarrollan nuevas relaciones, es decir, a medida que cambia el conocimiento del individuo.
Es importante señalar que la Teoría de Redes Semánticas Naturales hace una descripción del conocimiento humano, hace predicciones específicas de cómo se encuentra organizado el conocimiento de sujetos o grupos particulares, cómo puede ser alterado y, en especial, de cómo puede ser medido en forma objetiva y detallada.
Reyes-Lagunes y Valdéz-Medina han sido impulsores y promotores importantes de las Redes Semánticas Naturales en diferentes ámbitos. Calvo y Nazuno han publicado también trabajos al respecto. 

## Técnica de Redes Semánticas Naturales
La técnica de Redes Semánticas Naturales consiste en solicitar a un grupo de sujetos que definan una serie de conceptos dados, empleando únicamente sustantivos, adjetivos, verbos o adverbios, evitando cualquier tipo de partícula gramatical. Posteriormente con las listas individuales de conceptos definidores obtenidas en cada grupo, es posible realizar un análisis cuantitativo que permite conocer las características de las Redes Semánticas Naturales obtenidas tanto grupal como individualmente.
Hasta el momento se han desarrollado tres métodos de aplicación de la técnica, los dos primeros son descritos en el artículo de Figueroa y cols. y se basan en listas de conceptos, mientras que el tercer método, planteado primeramente en el artículo de E. Vargas-Medina y C. Calzada-Ugalde, propone la obtención de una matriz de doble entrada de conceptos.
Cada uno de estos métodos son una alternativa para llevar a cabo la elicitación de conocimiento y posteriormente se procede a realizar en análisis cuantitativo de acuerdo a las listas obtenidas por cualquiera de los tres métodos.

### Elicitación de conocimiento mediante Definidoras Libres
Este método consiste en solicitar a cada sujeto que proporcione un mínimo de cinco palabras que considere definan a un concepto dado, posteriormente se le solicita jerarquice en forma ascendente estas palabras, asignando el número uno a aquella que considere la mejor para definir al concepto en cuestión, el número dos a la siguiente mejor definidora y así sucesivamente, hasta haber enumerado sin repeticiones todas las palabras definidoras.
Posteriormente, con las listas ya jerarquizadas, se procede a realizar las mediciones y análisis de Redes Semánticas Naturales(ver Figura 2).

### Elicitación de conocimiento mediante lista de Definidoras Acotadas
Para obtener la Red Semántica Natural de un concepto mediante este método, se requiere contar previamente con una lista de palabras definidoras, las cuales pueden ser tomadas del resultado del análisis de RSN obtenido mediante el método de Definidoras Libres. Estas listas acotadas son un subconjunto de conceptos definidores obtenidos con base en el conjunto SAM de cada concepto a definir (véase sección X).
Posteriormente, se instruye a los sujetos para que jerarquicen en orden ascendente las palabras contenidas en cada una de las listas acotadas, asignando el número uno a la palabra que consideren que mejor define al concepto en cuestión y el valor más alto de la jerarquía a aquella que menos lo defina, evitando hacer repeticiones(ver Figura 3).

### Elicitación de conocimiento mediante Matriz de Doble Entrada
En este método se proporciona al sujeto una matriz de doble entrada, y se le solicita relacione jerárquicamente los conceptos de modo que el concepto en cada fila sea definido por los conceptos ubicados en las columnas.
Posteriormente se obtiene el número de definidoras en comunes entre cada par de conceptos, esto indica el número de definidoras que conectan a los conceptos de las redes y, por lo tanto, la interrelación de la red semántica para el conjunto de conceptos o nodos. A su vez, se puede obtener el número de veces que un concepto, además de ser definido, sirve como definidor de otros conceptos, lo cual muestra que la red es activa, es decir, que un mismo concepto puede ser definido o definidor, dependiendo de la parte de la red que se active(ver Figura 4).

### Análisis de Redes Semánticas Naturales
Una vez obtenidos los datos, por cualquiera de los tres métodos de elicitación de conocimiento descritos anteriormente, se procede a encontrar la frecuencia con que los sujetos jerarquizaron las palabras definidoras, para ello se debe contar cuántas veces asignaron el número uno de la jerarquía, el número dos, tres, etc., a cada palabra(ver Figura 5).

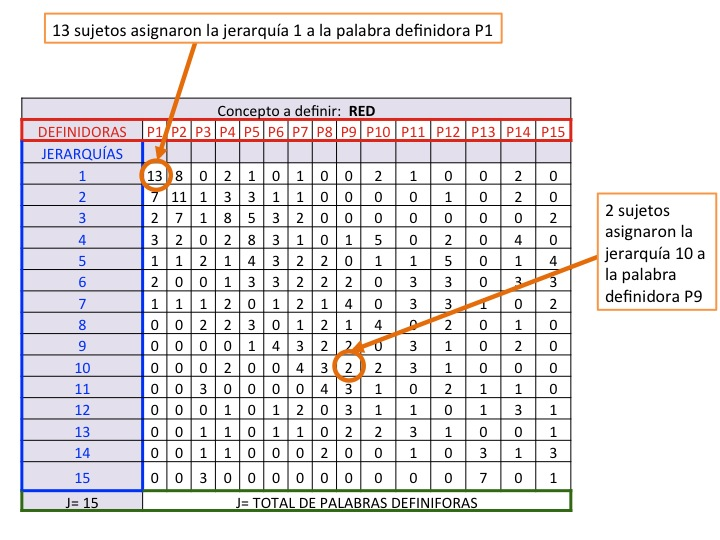
Figura 5. Jerarquización de la técnica de RSN

Posteriormente se multiplica la frecuencia obtenida para la jerarquía uno por 10, la segunda por 9 y así sucesivamente hasta las últimas posiciones las cuales se multiplican por 1. Después, se realiza la suma de estos valores para cada concepto definidor, obteniendo así el Peso Semántico (valor M) de cada uno.
{\displaystyle M=\sum _{i=1}^{N}=10f(1)+9f(2)+8f(3)+...+f(10)+f(11)+...+f(N-1)+f(N)}
donde {\displaystyle f(N)} es la frecuencia con que los sujetos asignaron la jerarquía {\displaystyle N} al concepto en cuestión.
De esta manera se pondera la importancia que dan los sujetos a cada palabra definidora, es decir, se asigna un peso semántico a cada concepto definidor.
Hecho lo anterior, se obtiene el conjunto SAM, que es el grupo de las palabras con valor M más alto, este grupo es el que conformará el núcleo de la Red Semántica Natural para el concepto en cuestión.

Originalmente, para la obtención del conjunto SAM se utilizaban solo 7 conceptos con valor M más alto; posteriormente se sugiere tomar 10 o 15 conceptos. Sin embargo mediante un método recientemente propuesto por Figueroa et.al., conocido como Cambio Abrupto, es posible determinar con mayor precisión la cantidad de palabras que conformarán el núcleo de la Red Semántica Natural de cada concepto, debido a que este procedimiento se basa en el uso de medidas de tendencia central para indicar cuánto se alejan los valores puntuales del valor promedio de una distribución.  En la figura 7 se muestra un ejemplo del resultado obtenido para las palabras definidoras generadas por un grupo para el concepto RED, se observa que se encuentra un CA en el concepto Enlace, lo cual indica que el conjunto SAM estará conformado por las palabras definidoras Comunicación, Conexión, Protocolo y Enlace.

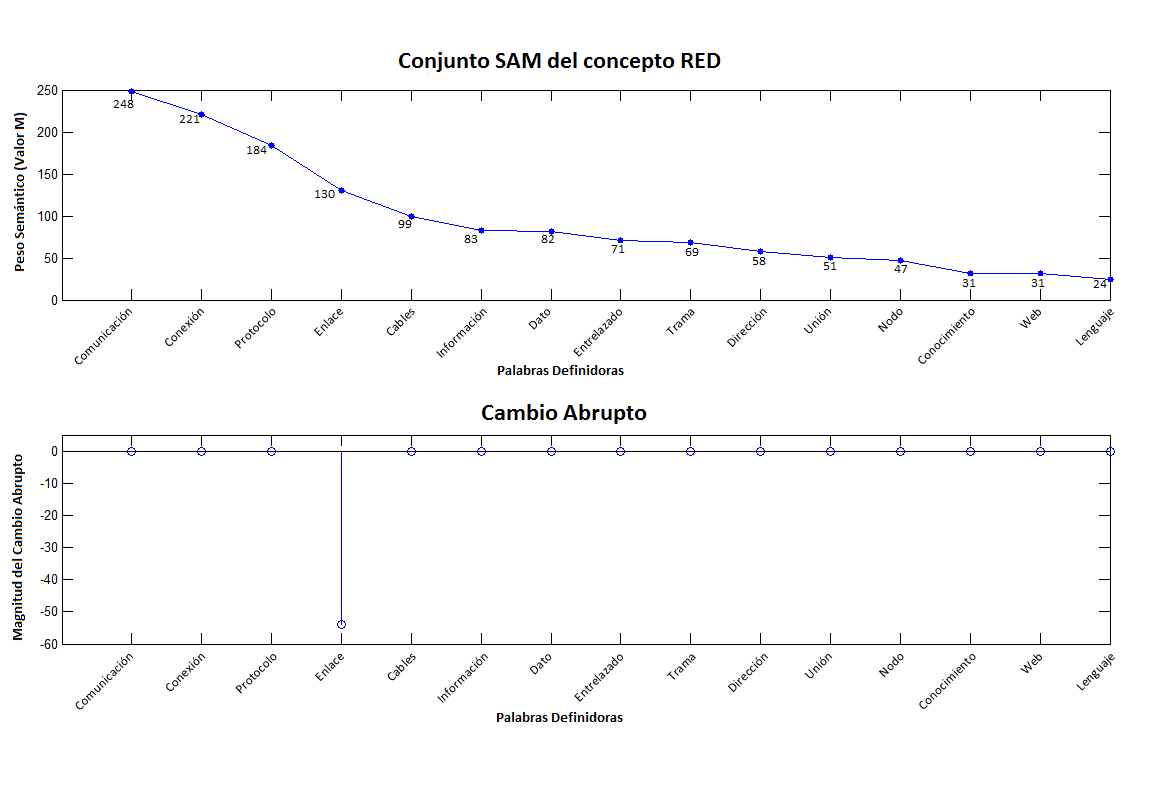
Figura 7. Ejemplo de cambio abrupto aplicado a una serie de conceptos definidores de la palabra RED

### Análisis Cuantitativo de la Técnica de Redes Semánticas Naturales
A continuación se describen los valores que pueden ser obtenidos por medio de la técnica de Redes Semánticas Naturales, los cuales permiten llevar a cabo un análisis de las Redes Semánticas Naturales y pueden ser aplicados tanto individual como grupalmente y son usados principalmente para realizar comparaciones y conocer la concordancia entre ellas; cabe mencionar que estas medidas son relativas, es decir, no existe una escala canónica, por lo cual no son paramétricas ni escalables, es decir, su resultado no es absoluto sino que depende de la cantidad de sujetos en estudio así como de sus definiciones.
- VALOR M: se obtiene, para cada palabra, al sumar la serie de valores obtenidos al multiplicar la frecuencia obtenida para la jerarquía uno por nueve, las dos por ocho y así sucesivamente hasta la jerarquía nueve o mayores, que son multiplicadas por uno. Este sistema de puntuación permite cuantificar y diferenciar (ponderar) la importancia que dan los sujetos a cada una de las palabras definidoras en la red semántica generada para un concepto específico, por lo que indica el peso semántico de cada definidora y puede ser definido como

{\displaystyle M=\sum _{i=1}^{N}=10f(1)+9f(2)+8f(3)+...+f(10)+f(11)+...+f(N-1)+f(N):}, donde {\displaystyle f(N)} es la frecuencia con que los sujetos asignaron la jerarquía {\displaystyle N} al concepto en cuestión.
- CONJUNTO SAM: es el grupo de las definidoras de valor M más alto generadas por un grupo para cada concepto. Este conjunto SAM forma el núcleo de la red semántica del concepto en estudio.

- VALOR G:Este valor se calcula para cada conjunto SAM y se obtiene calculando el promedio de las diferencias entre los valores M de las definidoras de la siguiente manera: al valor M que se encuentra en primer lugar se le resta el valor M del segundo lugar, y así sucesivamente para después sumarse y dividirse el número total de restas que se hayan realizado. Este valor permite cuantificar la densidad de la red semántica.

{\displaystyle G={\frac {(M_{1}-M_{2})+(M_{2}-M_{3})+(M_{3}-M_{4})+...+(M_{(}N-1)-M_{N})}{N-1}}:}
- VALOR FMG - Este valor permite cuantificar la distancia entre las palabras, para ello se toma el conjunto SAM de cada concepto y a la palabra definidora con el valor M más alto se le asigna un valor de 100% y se determina el porcentaje de las siguientes palabras definidoras con respecto a la primera.

Sea  {\displaystyle M_{x_{1}}}  el valor {\displaystyle M} de {\displaystyle x_{1}},la palabra definidora de {\displaystyle X} con valor {\displaystyle M} más alto.
Entonces
{\displaystyle M_{x_{1}}=100\%FMG_{x_{i}}={\frac {100*M_{x_{i}}}{M_{x_{1}}}}:}
- VALOR J – Es un valor individual e indica la riqueza semántica de la RSN que cada sujeto genera para un concepto dado. Se obtiene al enlistar todas las palabras definidoras proporcionadas por cada individuo, excluyendo aquellas que se repitan. Para el caso del método de elicitación de conocimiento por lista acotada y matriz de doble entrada el valor es el mismo para todos los individuos.

Sea {\displaystyle \{x_{1},x_{2},...,x_{i},x_{N}\in {\mbox{X}}\vert x_{i}} es un concepto definidor de {\displaystyle X\}} para {\displaystyle i=1,2,3,...,N}
Entonces
{\displaystyle J=\sum N_{X}+N_{Y}+...} donde {\displaystyle N_{X}} es la cantidad de definidoras proporcionadas por un sujeto para el concepto {\displaystyle X}.
- VALOR S: es el total de definidoras generadas por sujeto, necesariamente mayor que el valor J. Indica la riqueza de las redes individuales (vocabulario) de los sujetos.

Sean {\displaystyle X_{1},X_{2},...,X_{N}} conceptos a definir y {\displaystyle J_{X_{n}}}  el valor J para cada concepto
Entonces
{\displaystyle S=\sum _{n=1}^{N}J_{X_{n}}}
- VALOR B: es la suma de definidoras generadas por un grupo de sujetos para cada concepto; será mayor que el valor J y es un indicador de la riqueza dependiente de grupo.

{\displaystyle B=\sum _{i=1}^{N}J_{i}}, para {\displaystyle i=1,2,...,N=}total de sujetos en el grupo de estudio.
- VALOR C: Es un valor individual y se obtiene al tomar como referencia el orden de aparición de las palabras que conforman el conjunto SAM, ordenadas en forma descendiente con respecto a su valor M. Si el sujeto escribe la palabra definidora en el mismo orden de SAM se le asignan diez puntos, y por cada lugar que se aleje se le resta un punto. Se suman los puntos obtenidos en cada palabra y se calcula el porcentaje con respecto al máximo puntaje. Este es un índice de consenso de cada sujeto con su grupo.

- VALOR H2: calificación {\displaystyle Z} de los valores C(estandarización).

- VALOR E: es el número de definidoras en común en dos conjuntos SAM de dos grupos diferentes.

- VALOR Q: se toman los conjuntos SAM de dos grupos diferentes y se calcula el índice de consenso que hay entre ellos. Para ello se calculan los valores C y se suman los puntos obtenidos en cada palabra de forma tal que se calcula el porcentaje con respecto al máximo puntaje posible.

Sea {\displaystyle C_{1}} el valor {\displaystyle C} más alto de un conjunto SAM dado
Entonces
{\displaystyle Q_{C_{1}}=100\%}
{\displaystyle Q_{C_{i}}={\frac {100*C_{i}}{C_{1}}}}
para {\displaystyle i=1,2,3,...,N},donde {\displaystyle N} es el total de palabras definidoras en el conjunto SAM.
- VALOR RR: indica la correlación entre todos los valores M de las definidoras comunes entre los grupos.

- VALOR V: es el número de verbos generados por un grupo.

- VALOR P: se obtiene una correlación entre los valores J (riqueza de red) y los valores G (densidad de red) de cada concepto.

- VALOR N: se obtiene una correlación entre los valores J (riqueza de red) y los valores Q (índice de consenso intergrupal) de cada concepto.

- VALOR O: se obtiene una correlación entre los valores J (riqueza de red) y los valores C (índice de consenso individuo-grupo) de cada sujeto.

- VALOR F: es el promedio de palabras definidoras dadas por un sujeto para cada lista de conceptos dados y es indicador de la riqueza de su Red Semántica.

- VALOR L: se toman el conjunto SAM para un concepto dado y una lista de conceptos individuales para el mismo concepto, una vez localizados los conceptos comunes en la red del sujeto y SAM se suman los valores M; este es un valor individual de concordancia entre el núcleo básico de la red del grupo y de cada sujeto.

- VALOR CAR: es la suma de los valores L de cada concepto para cada uno de los sujetos.

- VALOR H: es la suma de los valores CAR de cada sujeto.

Diferentes autores sugieren y analizan otras medidas; así como el cuidado que se debe tener en el uso de técnicas estadísticas. En 2011, N. Pérez-Corona, D. Hernández-Colín, C. Bustillo-Hernández y J. Figueroa-Nazuno, presentaron la aplicación de medidas de distancia y correlación en el análisis de las RSN.

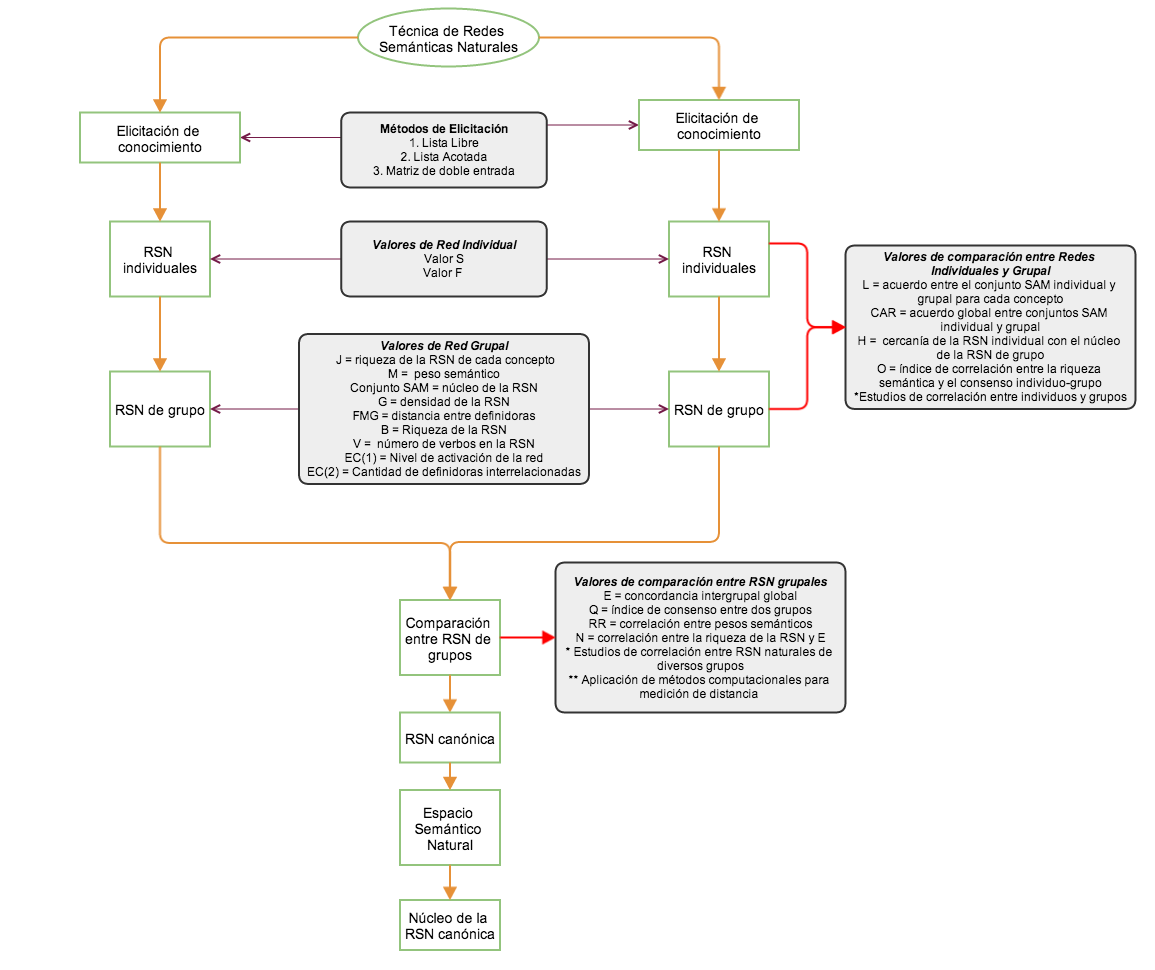
Figura 8. Diversas medidas para el análisis de RSN

En la figura 8 se muestra un esquema que resume las diversas mediciones que se pueden realizar a las Redes Semánticas Naturales.

## Aplicaciones
Desde su creación, las Redes Semánticas Naturales han sido empleadas en gran cantidad de investigaciones en diversas áreas, destacando las siguientes:
- Psicología social
- Sociología
- Educación
- Mercadotecnia
- Computación

### Psicología Social
Las Redes Semánticas Naturales permiten analizar los procesos de manipulación de la información manteniendo la relación con las experiencias de cada individuo, por lo cual son empleadas como una técnica de análisis del significado de situaciones, objetos, imágenes o conceptos específicos en los sujetos, lo cual ayuda al estudio y previsión de ciertas conductas.

### Sociología
La técnica de Redes Semánticas Naturales ha permitido realizar estudios en los cuales es posible analizar el significado generado por distintos grupos de personas para determinadas situaciones, este significado se ve afectado por las condiciones sociales y culturales de cada grupo de estudio, lo cual ha dado paso a una serie de análisis propios del área de sociología.
Las Redes Semánticas Naturales pueden utilizarse como método de evaluación de situaciones de intervención social específicas si antes y después de las mismas se obtiene la Red Semántica Natural de ciertos conceptos fundamentales; de esta manera se puede observar la adquisición de cierta información o los cambios sufridos en las relaciones de los elementos de la Red.[]

### Educación
Esta técnica permite la evaluación del conocimiento adquirido en estudiantes de diferentes niveles; esto permite el estudio en forma detallada de las estructuras de conocimiento de dichos sujetos que puede guiar muy fácilmente para definir que se necesita modificar o reorganizar en el conocimiento que se les da a los grupos particulares de estudiantes y es posible estudiar la forma como se van desarrollando estas estructuras de conocimiento.

### Mercadotecnia
Las Redes Semánticas Naturales han sido empleadas como un modelo mental del consumidor,  el cual muestra las relaciones que permiten al individuo realizar una toma de decisiones, haciendo una importante consideración del estado anímico de la persona.

## Las RSN y la Construcción de ontologías
Las ontologías son un modelo computacional de representación del conocimiento, usualmente capturado en forma de Red Semántica, donde los nodos son conceptos u objetos y los arcos que representan diferentes relaciones entre los conceptos son denominados “links”, en los cuales existe una etiqueta, que define como es la relación entre los conceptos.
Una ontología, comúnmente, es construida por medio de herramientas especializadas que permiten introducir la información y relacionarla,  la cual es tomada de libros, diccionarios y contenido electrónico, dando como resultado una Red Semántica Artificial.
Las ontologías son creadas para el desarrollo de sistemas que contengan conocimiento interoperable. Entendiéndose como el conocimiento entre máquinas y humanos. Una de sus grandes aplicaciones es la Semantic Web, cuyo objetivo último es el desarrollo de una Web con significado, en la que se permita manejar contenido semántico dotado de un significado propio, dejando así de ser solo información relacionada por medio de etiquetas. Las Redes Semánticas han sido empleadas también por los ingenieros de conocimiento, como una forma de representación de conocimiento en la creación de sistemas expertos.
Generalmente, cuando se construye una ontología se emplea una estructura de grafo, en la cual se puede conocer la distancia de un concepto a otro contando a la cantidad de links que los separan. Lo anterior provoca que se generen incongruencias, porque el conteo de links depende de la estructuración dada por los ingenieros de conocimiento;  tal como la paradoja del “Tennis” en WordNet, en la que conceptos como “raqueta”, “red”, “tenista”, están relacionados únicamente a través del concepto “entidad”, obteniendo una distancia semántica muy grande, cuando en realidad es lo contrario.
Las Redes Semánticas Naturales se han empleado como una técnica de Elicitación de Conocimiento para la anotación y construcción de ontologías ya que permiten facilitar el proceso al poder ser analizadas de forma cuantitativa, además de que al ser una aproximación al conocimiento real en los seres humanos, permiten dar un significado natural a la información que procesaran las máquinas.
Recientemente, en el área de computación se han realizado mediciones de distancia entre las Redes Semánticas Naturales; por medio de las técnicas de distancia Euclidiana, distancia de Minkoski y Dynamic Time Warping (DTW). [Links a arts de Wikipedia]. Este experimento se ha llevado a cabo entre grupos de alumnos inmersos en una misma área de estudio, estos resultados permiten también conocer las estructuras de conocimiento para el análisis de los procesos de enseñanza.
En 2009 es propuesto un análisis por medio de un Campo Semántico que consiste en un espacio n-dimensional que representa el significado a través de relaciones entre conceptos, cuyos links tienen un valor cuantitativo que identifica el grado de cercanía entre estos.
Al representar la ontología como una matriz n-dimensional y no como un grafo, es posible hacer uso de estructuras de datos que impliquen una menor complejidad de procesamiento, además de que este modelo permite una mayor precisión de la distancia semántica entre los conceptos.
El modelo de espacio semántico es una evolución teórica de las Redes Semánticas Naturales, en él, se encuentran las relaciones entre los conceptos en una matriz, donde cada columna representa un concepto a definir y cada fila un concepto definidor; de modo que los "links" entre los conceptos están dados por el valor de cada elemento de la matriz, por lo que es una forma de representación de las relaciones entre los conceptos de una manera global, es decir, están todos los conceptos y todas sus definidoras, permitiendo encontrar y describir el “link” que los relaciona. En sí, esta representación n-dimensional no se puede lograr con un grafo, ya que en éste no es posible de forma directa describir todas las relaciones de los conceptos y en especial los “links”.
Con este modelo también es posible realizar comparaciones de distancias entre Redes Semánticas, obteniendo primero sus eigenvalores, para después procesarlos en las técnicas de medición descritas anteriormente.
Por medio de este modelo, es posible realizar mediciones cuantitativas como las siguientes:
- Conocer el número de palabras definidoras en común para los distintos conceptos, esto permite un análisis de sinonimia y cercanía del significado.
- Conocer las relaciones de conceptos con mayor peso semántico, es decir, las relaciones globales que generan el núcleo de la Red Semántica Natural.
- Conocer las relaciones entre conceptos con menor peso Semántico, identificando así de manera global, aquellas relaciones que no afectan de manera directa a la Red Semántica Natural.
- Se pueden realizar comparaciones de las Redes Semánticas Naturales de cada sujeto con la Red Semántica Natural generada por un grupo, al realizar una comparación columna a columna o bien renglón a renglón, e identificando las palabras relacionadas en común.

Algunas de las razones del gran impacto y uso que han tenido las Redes Semánticas Naturales son:
- Son una de las pocas alternativas de estudio del significado que puede ser empleada en forma directa y fácil.
- Se basa en mecanismos muy sólidos de operación, como la memoria reconstructiva.
- Cuenta con diferentes parámetros, que resultan muy útiles para el análisis cuantitativo.
- Las Redes semánticas Naturales tienen un gran poder expresivo.

## Herramientas
Existen aplicaciones informáticas para la obtención de las RSN. El programa SemNet permite crear y  analizar de forma sencilla RSN. Consiste de varios módulos independientes y funcionan en el sistema operativo Windows. Es de libre uso y distribución.  